# Скарлато Георгій Петрович
Скарлато Георгій Петрович (нар.22 жовтня 1919 р. -)  — український географ, мандрівник, педагог.
Викладач географії у Кловському ліцеї № 77 (м. Київ).
Помер ...

## Твори
- Цікава географія. — Київ: «Радянська школа», 1971. –152 с., іл.
- Цікава географія. — Київ: «Радянська школа», 1974. — 272 с., іл. 3-є видання, доповнене. Тираж 81 000 прим.
- Цікава географія. — Київ: «Радянська школа», 1986. — 272 с., іл. 4-е видання. Тираж 75 000 прим.
- Занимательная география для детей и взрослых. — К. : Альтерпрес, 1996. — 415 с. — («Семейный очаг» Домашняя энциклопедия). — ISBN 5-7707-4746-3. — ISBN5-7707-9705-3
- Удивительная планета Земля. География: тайны и открытия. — М. : Прибой, 1997. — 383с.; 8 л. ил. — ISBN 5-7735-0064-7
- Захоплююча географія: Навчальний посібник. — Київ: «Альтерпрес», 1998. –414 с., іл. Тираж 10 000 прим. — ISBN 966-542-036-4
- Захоплююча географія для дітей та дорослих: Навчальний посібник. — 3-е вид., перероб. та допов. — К. : Альтерпрес, 2009. — 448 с.: рис. — ISBN 966-542-391-6